# Akwaeke Emezi
Akwaeke Emezi (Umuahia, Nigeria, 6 de junio de 1987) es una personalidad nigeriana dedicada a la escritura y artista visual, conocida por su primera novela Freshwater publicada en 2018.

## Biografía
Emezi nació de padre nigeriano igbo y de madre india tamil, y creció en Aba, Nigeria. Emezi y su hermana Yagazie utilizaron la narración para escapar de los disturbios, la dictadura y la peligrosa realidad de su infancia. Emezi leyó mucho durante la infancia y comenzó a escribir cuentos cuando tenía cinco años. Recibió su MPA por la Universidad de Nueva York.

### Trayectoria profesional
La novela debut de Emezi, Freshwater, cuenta la historia semiautobiográfica de la protagonista, Ada, que es una ogbanje. Emezi explora la espiritualidad y el género de su herencia igbo junto con los de la construcción occidental e invita a su audiencia a pensar críticamente sobre el binario espíritu/cuerpo. Freshwater recibió importantes elogios de la crítica y fue seleccionada para numerosos premios prestigiosos. Emezi también recibió reconocimiento como una de las personas homenajeadas "5 Under 35" de la National Book Foundation en el año 2018.
En 2019, Freshwater fue nominada para el Women's Prize for Fiction, la primera vez que una autora no binaria fue nominada para el premio. El jurado no sabía que Emezi era una persona no binaria cuando se eligió su libro. Después de la nominación, se anunció que Women's Prize Trust estaba trabajando en nuevas pautas para personas autoras transgénero, no binarias y de género fluido. Más tarde, The Women's Prize pidió a Emezi su "sexo según lo definido por la ley" al presentar The Death of Vivek Oji para su inclusión, y Emezi optó por retirarse al considerar ese requisito transfóbico y específicamente excluyente para las mujeres trans.
El 10 de septiembre de 2019 lanzó Pet, que trata sobre una adolescente transgénero llamada Jam que vive en un mundo donde las personas adultas se niegan a reconocer la existencia de monstruos.
Emezi firmó un contrato de dos libros con Riverhead Books. El primero, The Death of Vivek Oji, salió el 4 de agosto de 2020 y fue incluido en The New York Times Best Seller List. El segundo, es una memoria titulada Dear Senthuran: A Black Spirit Memoir. 

## Vida personal
Emezi usa el pronombre neutro they singular. Experimenta la multiplicidad y se considera ogbanje.

## Obras
- Freshwater: A Novel, 2018.
- Pet, 2019.
- The Death of Vivek Oji, 2020.
- Dear Senthuran: A Black Spirit Memoir, 2021.
- Bitter, 2022.
- Content Warning: Everything, 2022.[25]
- You Made a Fool of Death with Your Beauty, 2022.[26]

## Premios y reconocimientos
- 2017 Astraea Lesbian Foundation for Justice Global Arts Fund Grant.[27][28]
- 2017 Commonwealth Short Story Prize for Africa.[29][30]
- 2019 Nommo Award por Freshwater.[31][32]
- 2019 Otherwise Award por Freshwater.[33]
- 2020 We Need Diverse Books Walter Honor Books, Teen Category.[34]